# Anthelm
Anthelm (* / † unbekannt) war von 763/764 ? bis 764/770 der 4. Bischof von Passau.
Seine Existenz ist nachweisbar, die genaue Regierungszeit jedoch nicht. Wahrscheinlich wurden in seiner Amtszeit (oder von seinem Nachfolger) die Gebeine des hl. Valentin aus Trient nach Passau überführt.